# I Wish
I Wish (Originaltitel: 奇跡 Kiseki, wörtlich: „Wunder“) ist ein japanischer Film von Hirokazu Koreeda aus dem Jahr 2011.

## Handlung
Der Film handelt von den beiden Brüdern Kōichi und Ryūnosuke, die durch die Scheidung ihrer Eltern in verschiedenen Teilen Japans leben. Sehnlichster Wunsch Kōichis ist es, seinen Bruder wiederzusehen. Als eines Tages eine Strecke für einen Hochgeschwindigkeitszugs zwischen den beiden Städten gebaut wird, bekommt Kōichi neue Hoffnung, denn nach japanischem Volksglauben werden Wünsche wahr, wenn zwei Züge aneinander vorbeifahren.

## Kritik
„Ein poetischer, wunderbar inszenierter (Kinder-)Abenteuerfilm, der durch die Unmittelbarkeit der beiden kleinen Hauptdarsteller überzeugt und mit einer Fülle von Lebensweisheiten aufwartet.“